# Bukiniczia
Bukiniczia (лат.) — монотипный род травянистых растений семейства Свинчатковые (Plumbaginaceae). Включает единственный вид — Bukiniczia cabulica, распространённый в Афганистане, Пакистане и Индии (союзная территория Джамму и Кашмир).
Род назван в честь российского учёного Дмитрия Демьяновича Букинича.

## Ботаническое описание
Многолетние или двулетние, монокарпические травянистые растения, 10—30 см высотой. Листья от обратнояйцевидных до лопатовидных, мясистые, серовато-зелёные, светлые у жилок, собраны в прикорневую розетку
Цветки почти белые, собраны в удлинённую метёлку с 3—4-цветковыми, прижатыми веточками. Прицветники яйцевидные. Чашечка трубчатая. Рыльца продолговатые.

## Синонимы
Рода
- Aeoniopsis Rech.f.

Вида
- Aeoniopsis cabulica (Boiss.) Rech.f.
- Dictyolimon macrorrhabdos (Boiss.) Rech.f.
- Goniolimon cabulicum (Boiss.) Mobayen
- Limonium cabulicum (Boiss.) Kuntze
- Statice cabulica Boiss.basionym
- Statice macrorrhabdos Boiss.